# Tekuteせんだい
tekuteせんだい（テクテせんだい）は、宮城県仙台市青葉区中央・JR東日本仙台駅1階に所在する商業施設である。JR東日本東北総合サービスが運営する。

## 概要

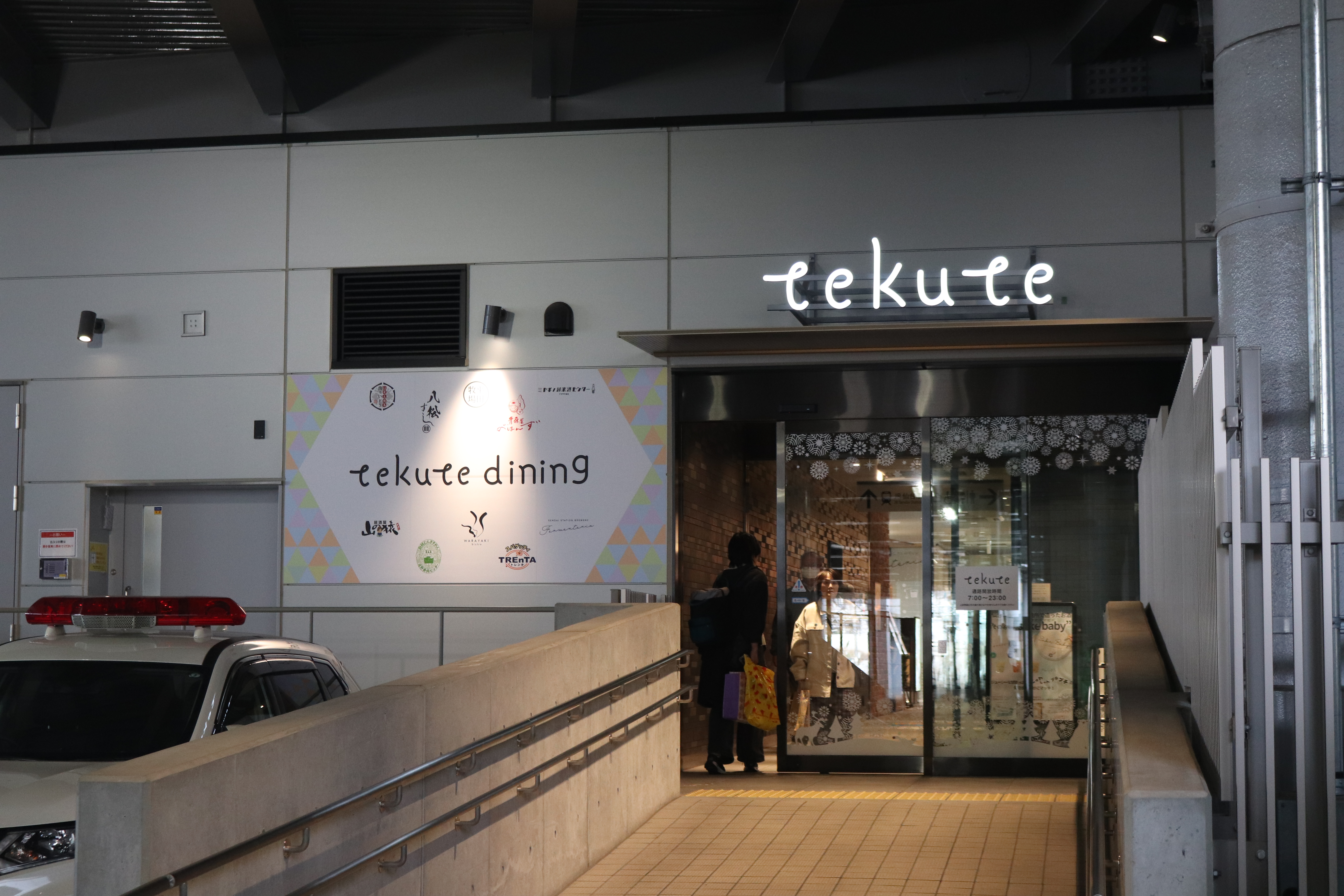
tekute dining（2025年3月18日）

2001年12月に、前身の「Dila仙台」がJR東日本仙台駅西口側の1階に開業。2021年4月に「tekuteせんだい」としてリニューアルオープンし、8店舗が新規出店した。2023年3月、事務所として使用していた北側の約500m2のスペースを転用して増床した。
2024年3月には、さらに北側のバックヤードとして使用されていた跡地の約1,000m2を「tekute dining」（てくて ダイニング）として再増床。再増床後の店舗面積は約3,300m2となる。

## 沿革
- 2001年12月 - 「Dila仙台」として開業[2]。
- 2021年4月29日 - 「tekuteせんだい」としてリニューアルオープン[1]。
- 2023年3月28日 - 第1期増床オープン[5]。
- 2024年3月28日 - 第2期増床オープン[7][8]。

## 主な店舗
- 仙台駅内郵便局
- NewDays（ミニ仙台5号店）
- マツモトキヨシ
- 伊達の牛タン本舗
- JUPITER
- パスタハウス トライアングル
- フレッシュネスバーガー
- 喜久水庵 ずんだスタンド
- 平田牧場